# Vladyslav Kocherhin
Vladyslav Kocherhin (en ucraniano: Владислав Сергійович Кочергін; Odesa, 30 de abril de 1996) es un futbolista ucraniano que juega en la demarcación de centrocampista para el Raków Częstochowa de la Ekstraklasa.

## Selección nacional
Tras jugar con la selección de fútbol sub-16 de Ucrania, sub-17, sub-18, sub-20 y con la sub-21, finalmente hizo su debut con la selección absoluta el 8 de septiembre de 2021 en un encuentro amistoso contra República Checa que finalizó con un resultado de empate a uno tras el gol de Viktor Korniyenko para Ucrania, y de Matěj Vydra para el combinado checo.

## Clubes
| Club                | País    | Año       | Partidos | Goles |
| ------------------- | ------- | --------- | -------- | ----- |
| F. C. Dnipro        | Ucrania | 2016-2017 | 27       | 6     |
| F. C. Zorya Luhansk | Ucrania | 2017-2022 | 124      | 23    |
| Raków Częstochowa   | Polonia | 2022-     | 133      | 25    |

## Palmarés

### Títulos nacionales
| Título               | Club              | País    | Año  |
| -------------------- | ----------------- | ------- | ---- |
| Copa de Polonia      | Raków Częstochowa | Polonia | 2022 |
| Supercopa de Polonia | Raków Częstochowa | Polonia | 2022 |
| Ekstraklasa          | Raków Częstochowa | Polonia | 2023 |